# Jörg Kröger

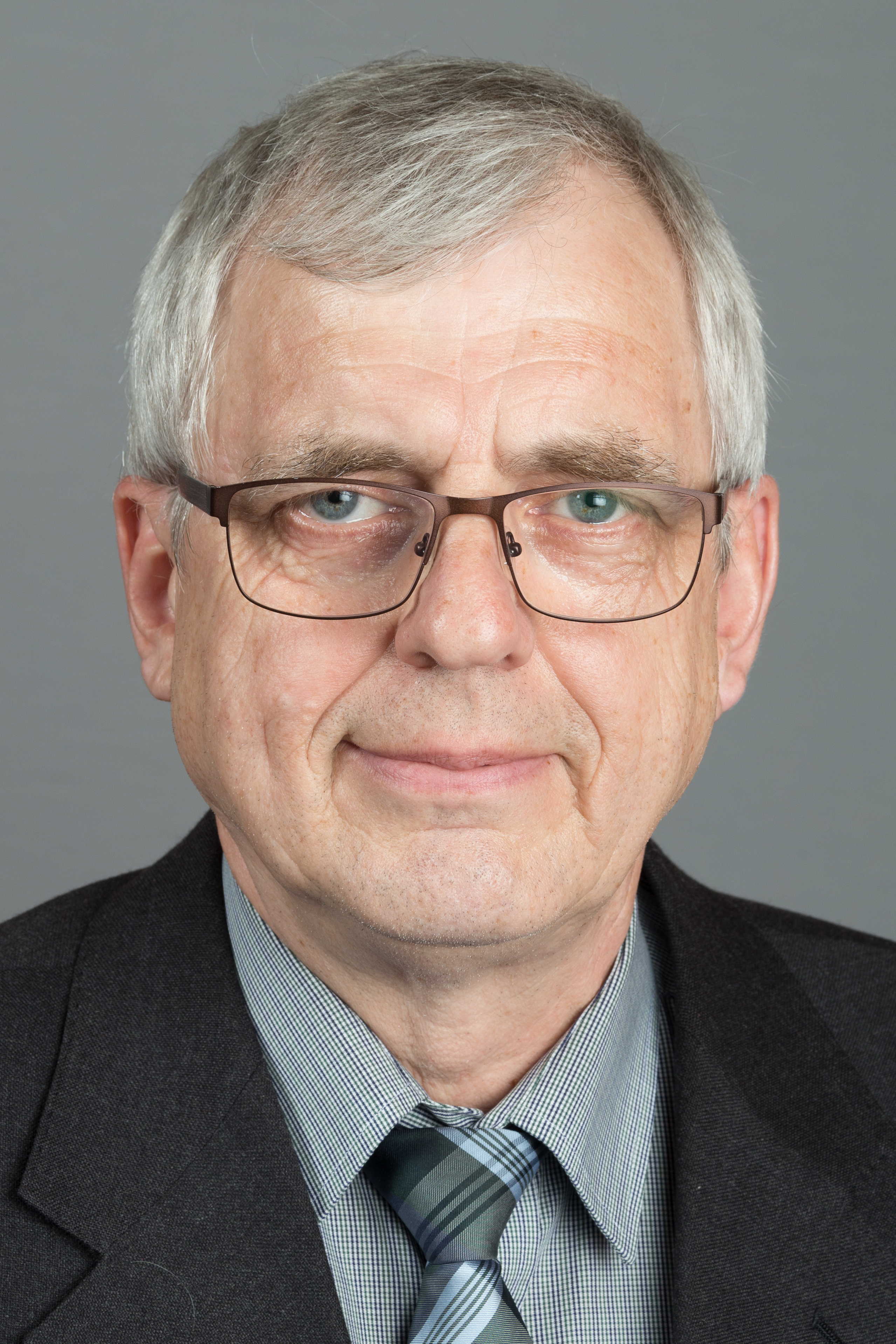
Jörg Kröger, 2017

Jörg Kröger (* 26. April 1955 in Hagenow) ist ein deutscher Politiker (AfD). Von 2016 bis 2021 war er Mitglied im Landtag von Mecklenburg-Vorpommern.

## Leben
Jörg Kröger ist Diplomingenieur der Informationstechnik. Beruflich war er als Projektmanager tätig. Kröger wohnt in Strohkirchen. Er ist verheiratet und hat zwei Kinder.

## Politik
Von 1989 bis 1997 war Kröger für die Wählergemeinschaft in der Gemeindevertretung Strohkirchens.
Seit 2016 gehört Kröger dem siebenten Landtag von Mecklenburg-Vorpommern an. Er wurde über die Landesliste in den Landtag gewählt. Kröger trat für den Landtagswahlkreis Ludwigslust-Parchim III an und erreichte dort 22,7 %. Er leitete den Bildungsausschuss bis 2021.